# Giussani
Pour les articles homonymes, voir Giussani (homonymie).
Giussani (en corse : Ghjunsani [ɟunˈsaːni]) est une ancienne piève de Corse. Située dans le nord de l'île, elle relevait de la province de Balagne sur le plan civil et du diocèse de Mariana sur le plan religieux.

## Géographie

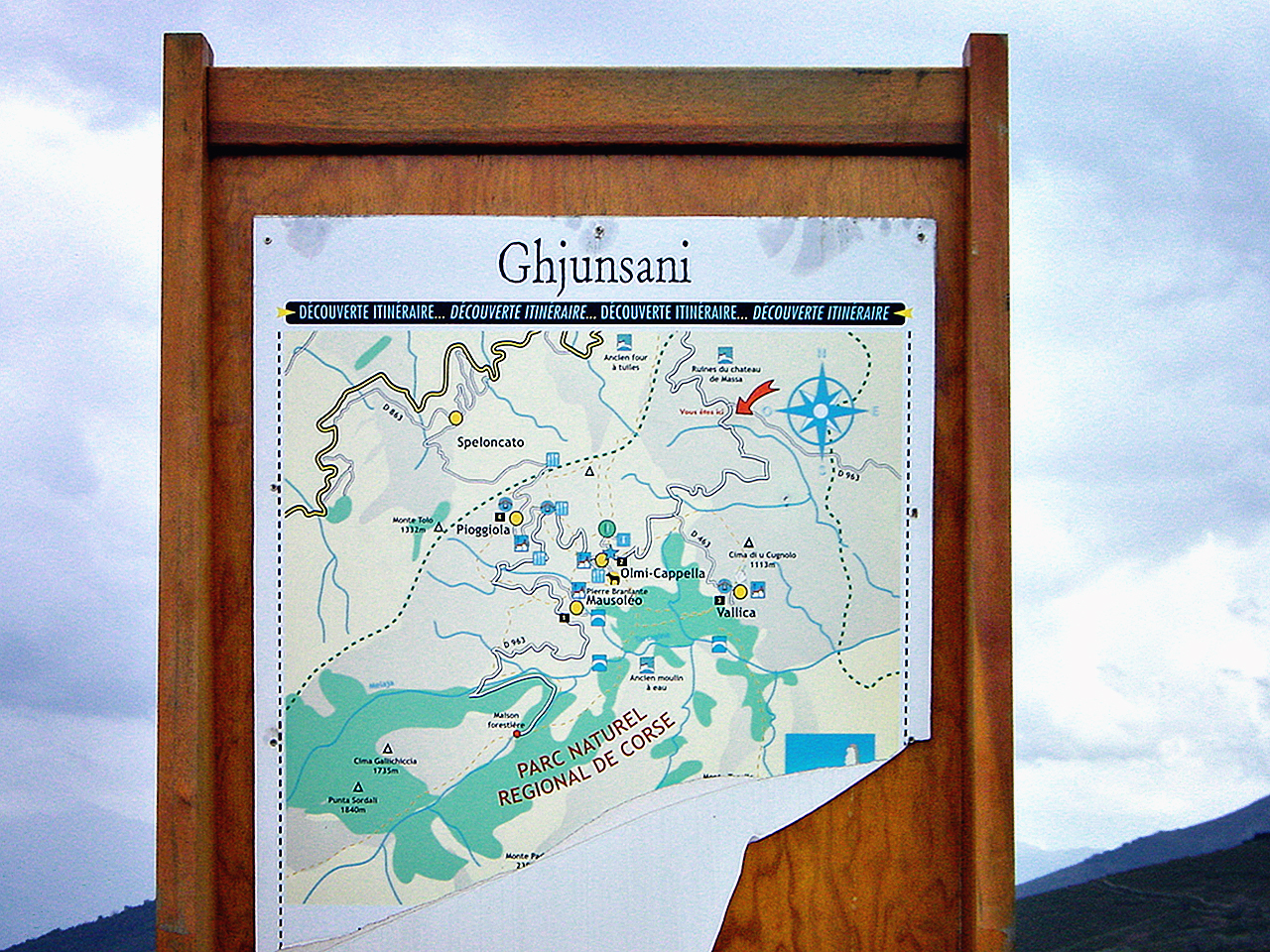
Panneau cartographique du Giussani.

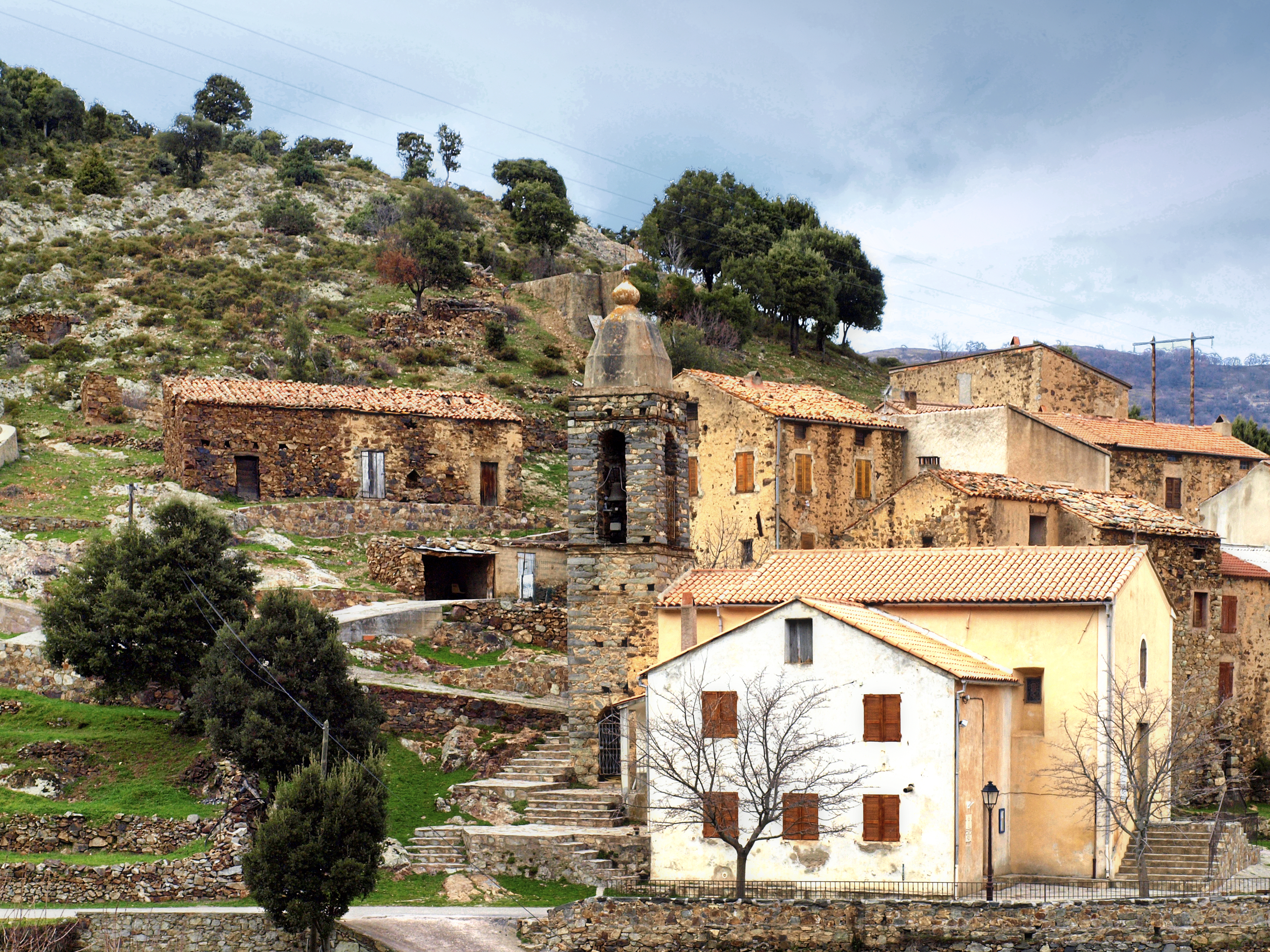
L'église San Salvatore et l'ancienne confrérie Saint-Jean-Baptiste.

La piève de Giussani est située à l'extrême sud-est de la Balagne. C'est l'un des bassins versants du Golo. Elle correspond aux quatre communes actuelles :
- Vallica ;
- Olmi-Cappella ;
- Pioggiola ;
- Mausoléo.

Ces communautés occupent un territoire encore aujourd'hui appelé Giussani (ou Giunssani), une vaste « cuvette » au nord du parc naturel régional de Corse, entourée d'un remarquable cirque de montagnes formé par plusieurs sommets de plus de 2 000 m, tels que la Punta Radiche (2 012 mètres - Mausoléo), le Capu a u Dente (2 029 mètres - Mausoléo), le Monte Corona (2 144 mètres - Calenzana), le Capu a u Corbu (2 082 mètres - Asco), la Cima di a Statoghia (2 305 mètres - Asco) et le Monte Padro (2 390 mètres - Olmi-Cappella), sommet emblématique de la microrégion.
La piève de Giussani avait pour pièves limitrophes :

### Situation

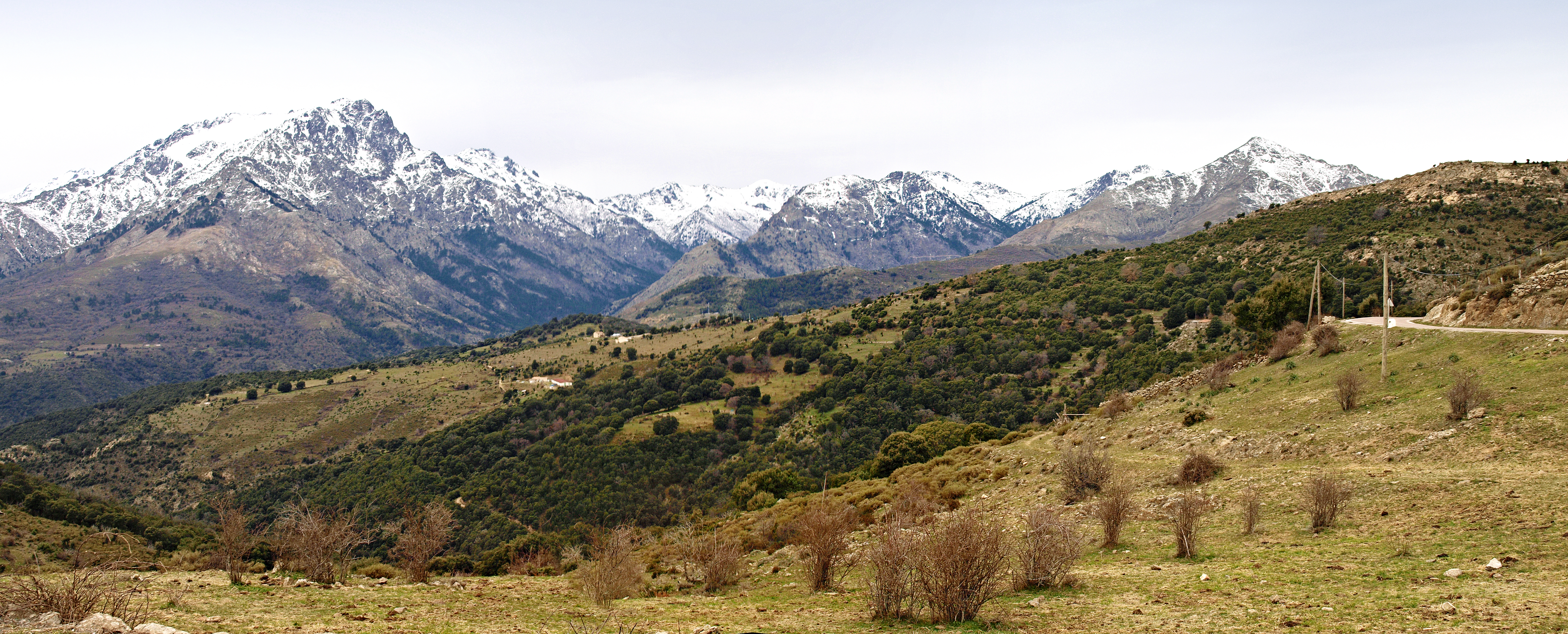
Panorama du Giussani et ses sommets.

Le Giussani occupe la partie septentrionale du Parc naturel régional de Corse. Avec une superficie de 101,19 km2, Il s'étend depuis les limites des communes d'Olmi-Cappella et de Palasca au nord, jusqu'au fond des vallées de Tartagine-Melaja au sud-est, dans un vaste cirque de montagnes formé par les sommets : San Parteo (1 680 mètres - Pioggiola), Cima-Caselle (1 622 mètres - Feliceto), Monte Grosso (1 937 mètres - Zilia), Punta Radiche (2 012 mètres - Mausoléo), Capu a u Dente (2 029 mètres - Mausoléo), Monte Corona (2 144 mètres - Calenzana), Capu a u Corbu (2 082 mètres - Asco), Cima di a Statoghia (2 305 mètres - Asco) et Monte Padro (2 390 mètres - Olmi-Cappella), le sommet emblématique de la microrégion.
Cette enclave haut perchée, longtemps coupée du reste du monde et fortement dépeuplée, ne compte en tout et pour tout que 332 habitants pour 101,19 km2 ! L'inéluctable exode de l'intérieur de l'île à partir du milieu du siècle dernier a entrainé la disparition de la céréaliculture de subsistance, le déclin de la production castanéicole et de l’élevage.
Le Giussani est oublié du tourisme. Toutefois, l’aventure théâtrale menée récemment par Robin Renucci semble apporter un regain de vie. En créant « Les rencontres internationales de Théâtre en Corse », l'acteur a voulu favoriser la création théâtrale par le biais d'échanges entre comédiens de divers horizons.

### Constitution

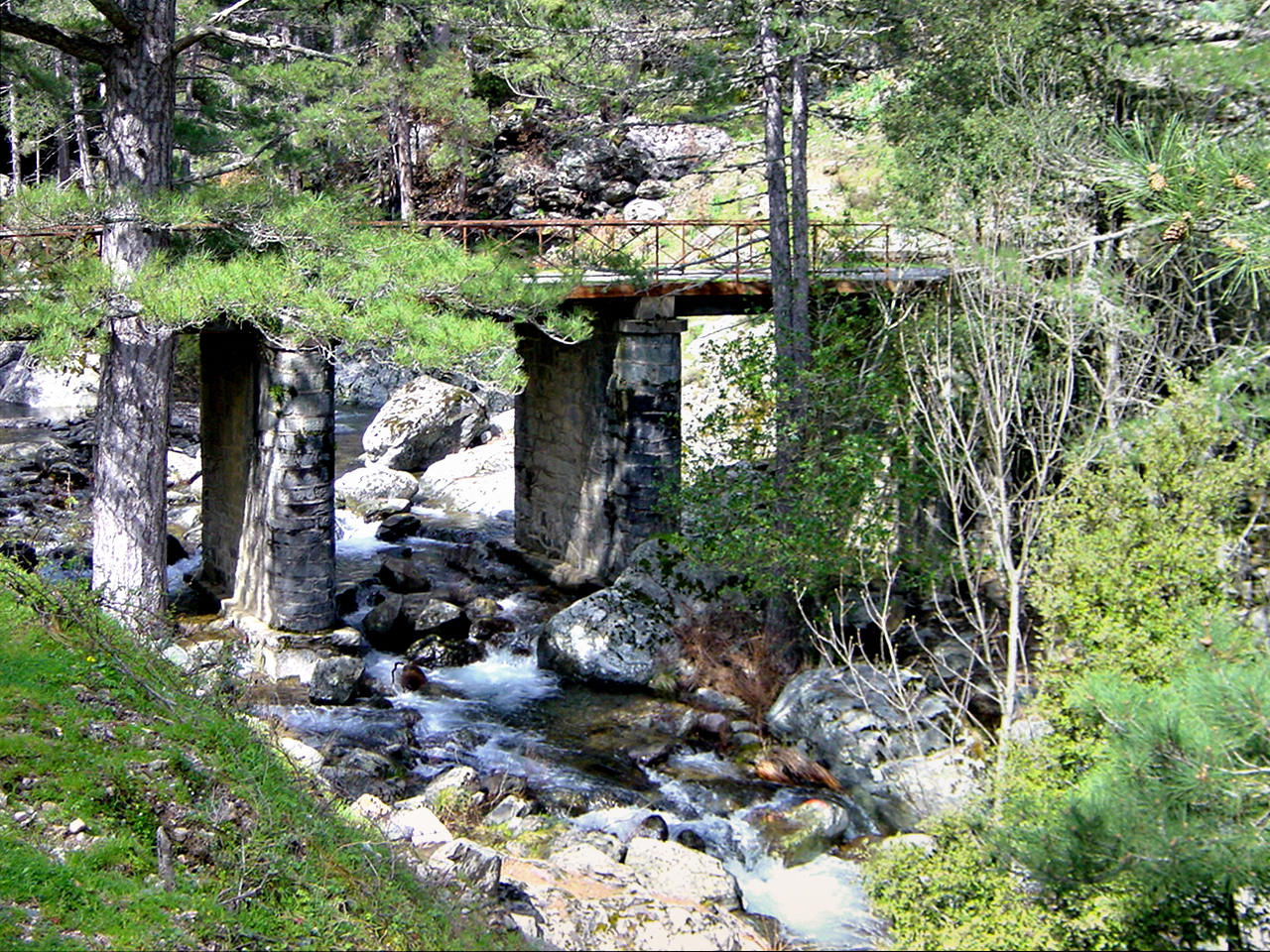
Pont de la D 963 sur la rivière Melaja.

Dès qu'on aborde le Giussani par le col de San Colombano sur la RT 301 ex RN 2197, la microrégion apparaît désertique. Les vestiges d’un ancien système agropastoral sont encore visibles. Sur ces terres arides, balayées par les vents et brûlées par de fréquents incendies, le maquis a même du mal à reprendre ses droits. La végétation y est basse, composée essentiellement de cistes ras, de calicotomes épineux, de poiriers sauvages et de genévriers cade. Elle n'arrive pas à cacher les nombreuses terrasses de culture (lenze en langue corse) qui couvrent toutes les collines.
Ce n'est qu'en y pénétrant par le col de la Bataille, en empruntant une route sinueuse bordée de bois de chênes verts, de séculaires chênes pubescents et de châtaigniers, qu'on voit au loin les majestueux et austères sommets couverts en partie de forêts profondes de pins laricio et de pins maritimes.
Au détour d'un virage, on découvre soudainement les villages. Ils sont tous bâtis en terrasses en exposition plein sud. « À vol d'oiseau », ils apparaissent très proches les uns des autres.

Plus de la moitié du Giussani est occupée par la vaste forêt territoriale de Tartagine Melaja. Ce nom découle du principal cours d'eau qui est la rivière Tartagine et de son principal affluent, la rivière de Melaja.
La Tartagine prend sa source à 1 870 mètres d'altitude sur la commune de Olmi-Cappella, entre Monte Corona (2 144 mètres) et Capu a u Corbu (2 082 mètres). Outre les nombreux ruisseaux qui alimentent son cours, la Tartagine est grossie à 569 mètres d'altitude, par la rivière de Melaja. Celle-ci prend sa source à 1 416 mètres au pied de la Punta Radiche. Elle est un affluent de l'Asco.

### Accès
Jadis, Bocca di Tartagine (1 852 m) entre les vallées de la Figarella et de la Tartagine, était un lieu de passage pour des activités pastorales, la transhumance essentiellement.
Aujourd'hui on accède au Giussani par des voies routières :
- la RT 301 ex RN 2197.
  - En venant de Ponte-Leccia au Sud, prendre la D 247 au carrefour de l'ex RN 2197 avec la RN 197 dite en cette portion la Balanina. Poursuivre par la D 547 pour rejoindre la D 963 laquelle dessert les quatre villages du Giussani.
  - En venant de Belgodère, peu avant le col de San Colombano (altitude 692 m), prendre la D 963.

Savoir que la route D 963 est goudronnée sur 17 km jusqu'à la maison forestière de Tartagine. Elle se poursuit sur plusieurs kilomètres par une piste à peine carrossable qui longe en remontant la rivière Tartagine. Elle se termine en cul-de-sac au fond du cirque, en pleine forêt.
- la D 63 en venant de Speloncato. Franchir Bocca di a Battaglia[2] (col à 1 099 m d'altitude) pour arriver à Pioggiola.

## Histoire

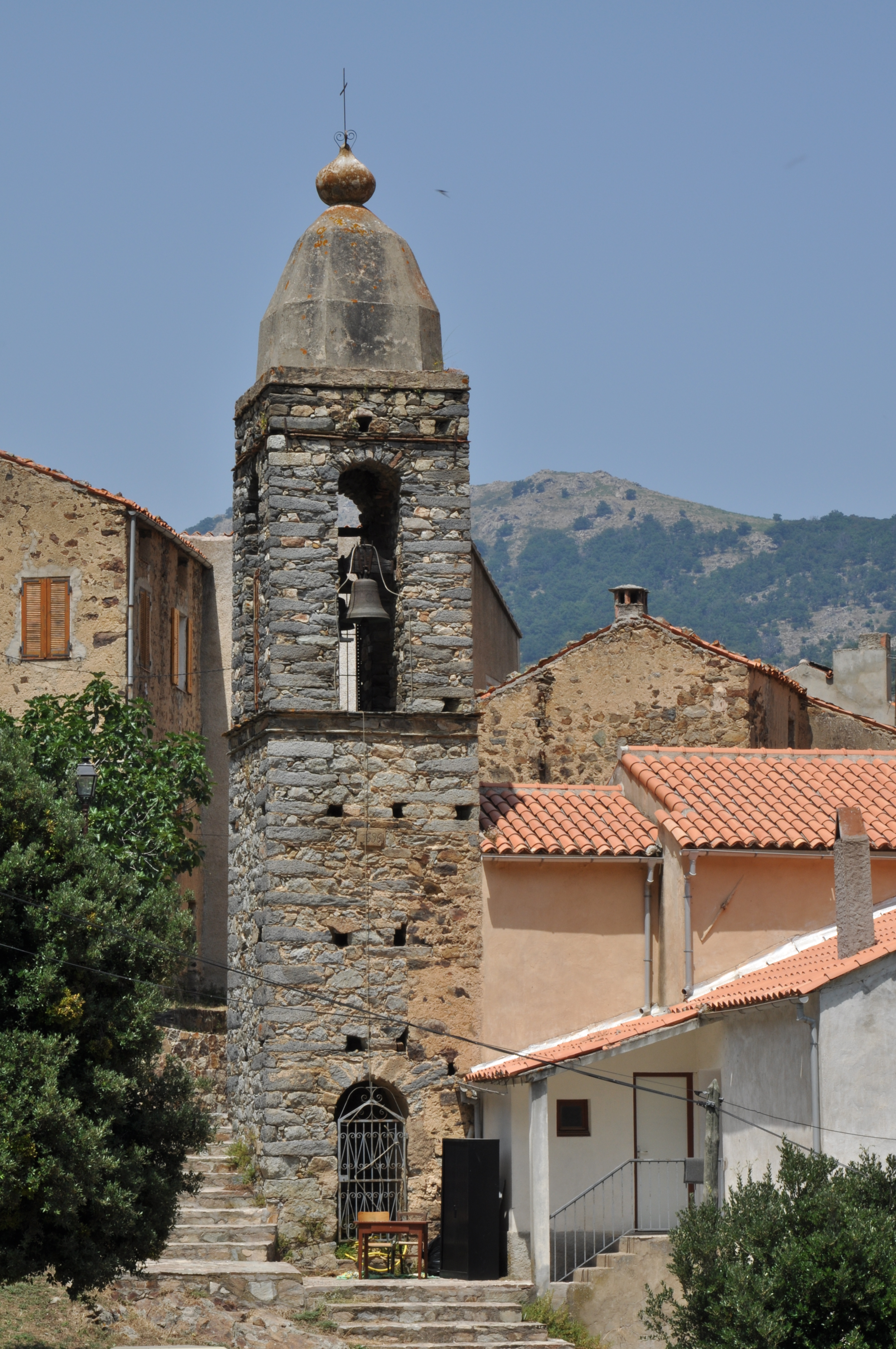
Clocher de San Salvatore

Le Giussani est une microrégion qui était habitée depuis le début de l'ère chrétienne, voire plus avant encore. Olmi-Cappella recèle de nombreuses traces : mégalithes, enceintes, cupules, matériel lithique. Les Romains y ont laissé des traces beaucoup plus visibles de leur passage : pont romain à Vallica et voie pavée à Mausoléo par exemple.
Pour assurer une meilleure tranquillité du commerce, Pise et Gênes combattent les bases sarrasines qui restent en Corse en 1015 une fois la reconquête de la Corse achevée : le dernier épisode étant le départ aux environs de l'an 996, de Nugolone, dernier des 6 rois maures, de son château de Corduvella près Montemaggiore, pour les Baléares, où son ami le roi Saoud donnera son trône et sa sœur Aïcha à Salim, fils de Nugolone lequel avait pour épouse Cinna, originaire de Mausoléo di Giussani.
Au XIe siècle, le marquis Alberto aurait chassé les Sarrasins de Rome et contribué à la défense de la Corse. Ses descendants, marquis de Massa ou de Parodi, sur le continent, joignirent constamment à leurs titres celui de marquis de Corse. Le pouvoir des marquis de Massa di Corsica s'étendait sur tout le « Deçà-des-Monts ». Appauvris par leur accroissement, affaiblis par la révolte de leurs vicomtes, il leur reste encore en 1250, plusieurs pievi dont celle du Giussani (Olmi-Capella).
Vers 1520 la piève comportait les lieux habités suivants :
- la Cappella, village de Cappella
- l’Olmo, village d'Olmi qui fusionna au XVIIIe siècle avec Cappella formant la commune d'Olmi-Cappella, avec son église San Nicolao della Cappella
- Lecciole, hameau d'Olmi-Cappella au nord-est d'Olmi
- lo Musuleo, Mausoléo, avec son église San Giovan Battista del Mosoleo
- Valica, Vallica, avec son église San Quilico d'Avallica
- li Porcili, Porcili village aujourd'hui hameau de Pioggiola
- la Piogiola, Pioggiola, avec son église Santa Maria di Pioggiola

Au début du XVIIIe siècle, avant les événements qui, dès 1729, agitèrent cette région pendant la grande révolte des Corses contre Gênes, l’abbé Francesco Maria Accinelli à qui Gênes avait demandé d'établir à des fins militaires une estimation des populations à partir des registres paroissiaux, avait rapporté (texte en italien) : « Giurisditione di Algagliola e Calui : II. Pieve di Giussani : Poggiolo, e Porcili 303. Mausoleo 96. Vallica 68. Olmi, e Capella 344. ». Selon ses estimations, Giussani (di quà da monti) comptait 811 habitants.
En 1769, la Corse passe sous administration militaire française. Après la Révolution, la piève de Giussani devient en 1790 le canton de Giussani puis prend le nom de canton de Patro par décret de la Convention du 1er juillet 1793, du nom du monte Padro, sommet tutélaire de la microrégion. En 1828, le canton de Patro devint celui d'Olmi-Capella.
Le Giussani a été l'un des secteurs les plus peuplés de Balagne, comme en témoigne encore certains vestiges et bâtiments. Exemple, la présence à Olmi-Cappella d'une grande bâtisse appelée « Établissement Battaglini » et qui fut le premier collège de Balagne !
La forêt territoriale de Tartagine, couverte de pins laricio et de pins maritimes, l'une des forêts les plus sauvages et les plus retirées de Corse, a été en partie ravagée par un dernier grand incendie en septembre 2003. 1 800 ha de forêt avaient été détruits.

## Religion

### La piévanie

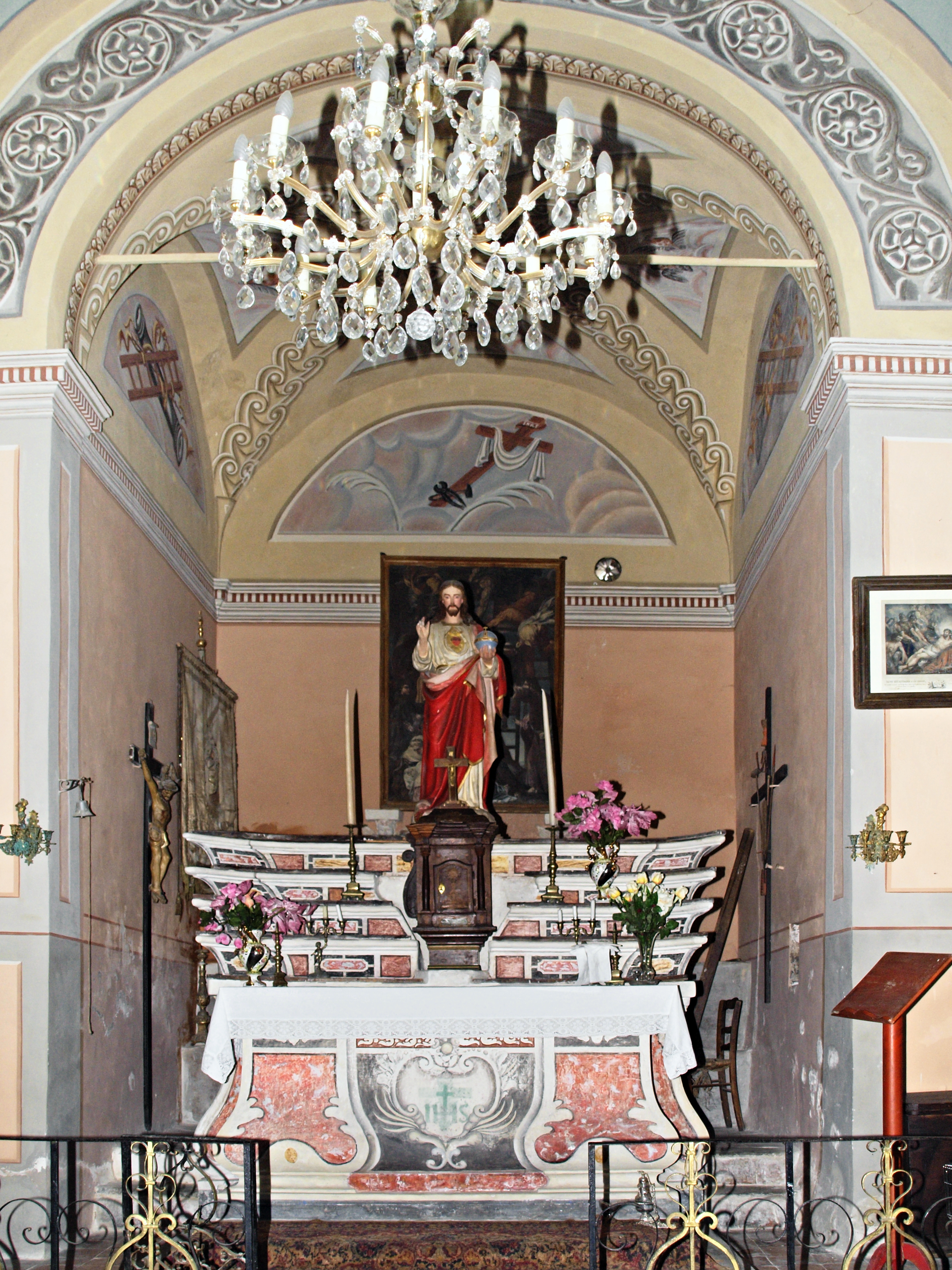
Intérieur de l'église San Salvatore

La piévanie (ou piève, ou église piévane) du Ghjunsani était l'église de San Ghjuvanni Battista. Elle se trouvait sur une crête, sur la commune actuelle d'Olmi Cappella, à un kilomètre au sud de Cappella et à un kilomètre à l'est de Musuleu. On s'y rend en 20 minutes de marche depuis le village d'Olmi Cappella.
Au Moyen Âge existaient les deux seules communautés de Cadigliana et de San Giovanni.
La piévanie est située approximativement au centre géographique de la circonscription religieuse, ou plus exactement de l'habitat qui en dépendait, comme dans la plupart des pièves du nord de la Corse.
Voici la description faite par Geneviève Moracchini-Mazel : "on traverse un champ dont le mur de clôture est entièrement fait de pierres taillées provenant de l'église ; elles sont de dimension moyennes, jaunes, rose, vert-clair, mais surtout gris foncé. L'église s'élevait tour près de là, un peu au-dessus d'une source et il ne subsiste d'un de ses murs qu'un noyau de maçonnerie aux parements arrachés. Un peu plus loin, un pailler de berger remploie diverses pierres parmi lesquelles nous avons remarqué des tronçons de demi-colonne, une archivolte de fenêtre et le buste d'homme traité en haut relief".
De mémoire d'homme, les gens de la communauté de San Giovanni partirent s'établir au lieu-dit Piana al Mulinu, situé 200 m plus bas que l'actuel village de Mausoléo bâti au XIVe siècle, emportant avec eux la statue de Saint Jean-Baptiste, patron de leur paroisse.
Ce n'est que plus tard qu'Olmi-Cappella, Pioggiola et Vallica seront créés.
La piève de Giussani était située dans le ressort de la juridiction civile d'Algajola et Calvi (tribunal de la Balagne) et non pas de celle de Calvi (qui a été le siège du diocèse de Sagone entre 1576 et 1790).
Sur le plan religieux, Giussani relevait du diocèse d'Accia et Mariana bien que la cité de Mariana soit détruite (en 1570, l'évêque avait transféré sa résidence à Bastia). L'évêque d'Accia et Mariana avait autorité sur 16 pievi.
Au début du XVIe siècle, Mgr Agostino Giustiniani évêque de Nebbio, écrivait dans son Dialogo nominato Corsica :

« La Corse a trente mille feux. Ses pièves, celles qui portent proprement ce titre, sont au nombre de soixante six : quarante-cinq dans le Deçà et vingt-une dans le Delà des Monts ; elles sont réparties en six évêchés. Le premier par rapport à l'ordre suivi dans notre description est celui de Mariana, qui comprend seize pièves ; ce sont Tomino, Luri, Brando, Lota, Orto, Mariana, Bigorno, Caccia, Quadro ou Casinca, Tavagna, Moriani, Ostricone, Toani, Sant'Andrea, Giussani et Casacconi. Cet évêché a un revenu de mille ducats d'or. »

— Mgr Agostino Giustiniani in Description de la Corse, traduction de l'abbé Letteron in Histoire de la Corse, Tome I - 1888. p. 82
Au XVIe siècle Mausoléo devient le centre de la piève.
Au début du XVIIIe siècle, l'abbé Accinelli écrit dans un rapport rédigé à la demande de la république de Gênes :
« Dice L’Ughelli T.IV contenere la Diocesi di Mariana 87 parochie con 23 conventi di frati essere li abitanti di questa diocesi Anime 40600, cioè compreso le due diocesi unite Accia, e Mariana ».

### L'église San Salvatore

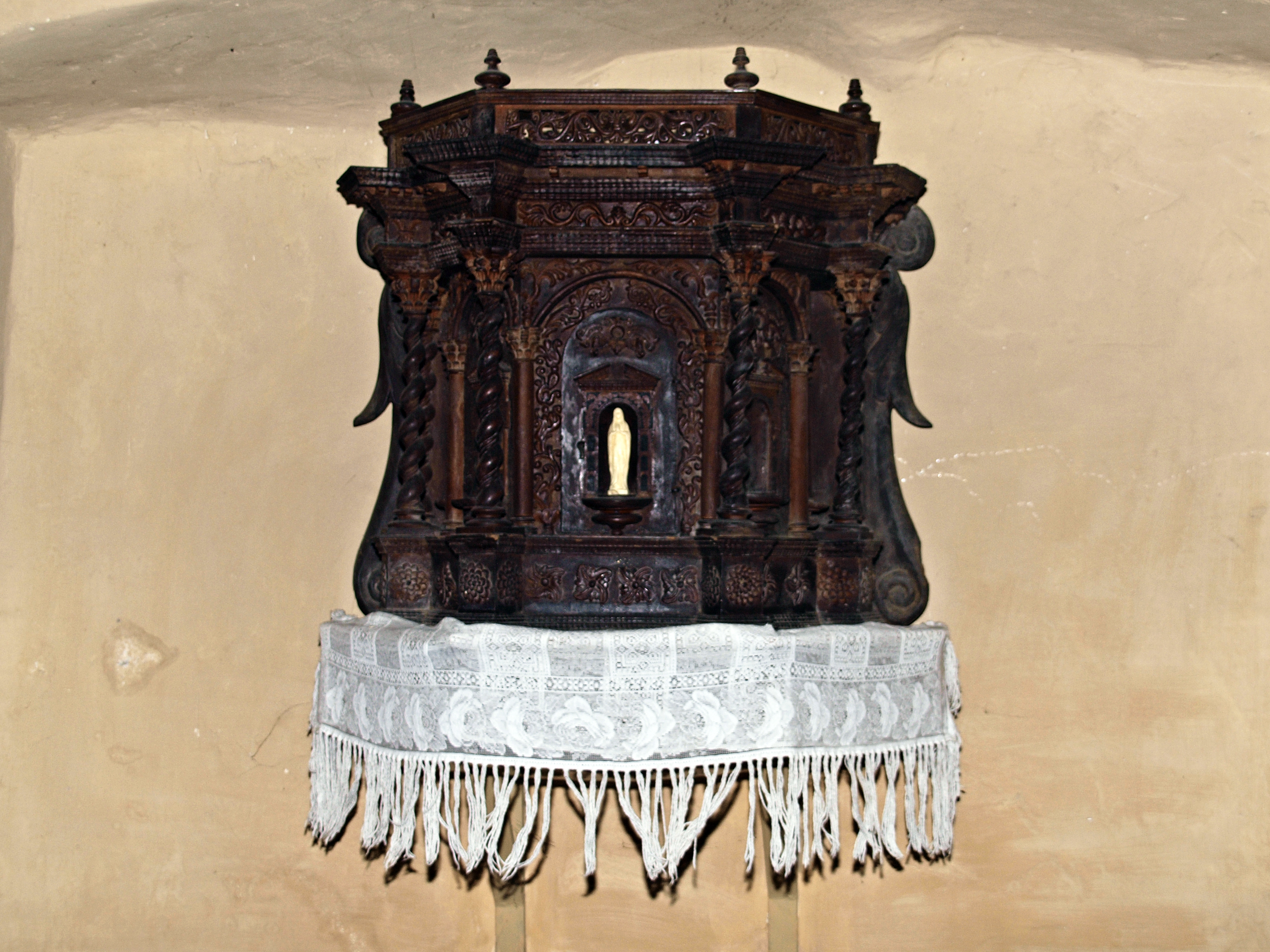
Tabernacle

L'église piévane San Salvatore (Saint-Sauveur) a été bâtie au XVIe siècle sur un sanctuaire ancien. Elle a été remaniée au XVIIIe siècle. Elle présente un petit clocher massif, en pierres apparentes. Elle renferme plusieurs œuvres remarquables ; mais aucune n'est classée :
- une statue de saint Jean-Baptiste en bois d'olivier,
- des fonts baptismaux en bois,
- un tabernacle en bois sculpté et donné par un moine de Corbara (voir image),
- un tableau toile peinte Intercession de la Vierge et de Saint Jean-Baptiste auprès de la Trinité pour les âmes du purgatoire daté de 1680,
- une bannière de procession, etc.

À noter la présence d'une arca (fosse commune). En 1130, sous l'influence de l'Église, les morts jusque-là enterrés aux bords des routes, sont inhumés autour et dans les églises. Ce n'est qu'en 1812 que, les morts ne devant plus inhumés dans les églises, chaque paroisse a dû ouvrir un cimetière.
Toutefois, on peut lire sur une plaque commémorative en marbre apposée en façade : « Ci-gît l'Abbé Antoine Giudicelli professeur au petit séminaire d'Ajaccio décédé à Olmi-Cappella le 16 mai 1921 à l'âge de 38 ans. Requiem ».

### Organisation paroissiale
Le découpage paroissial est resté stable depuis la fin du XVIe siècle avec une division en 4 paroisses :
- Santa Maria Assunta à Pioggiola ;
- San Nicolao à Cappella ;
- San Quilico à Vallica ;
- San Salvatore à Mausoléo.

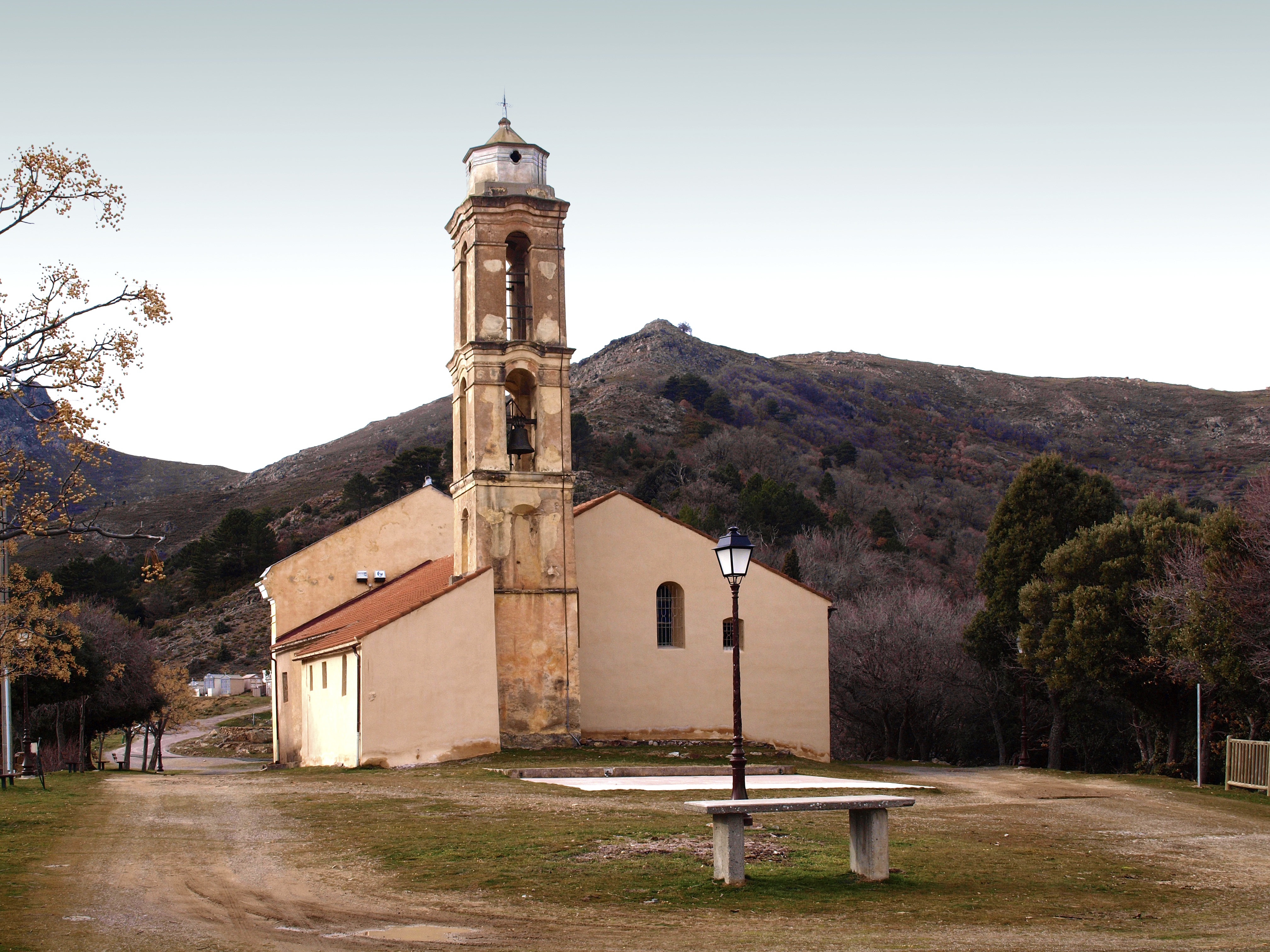
Église de l'Assomption de Pioggiola.
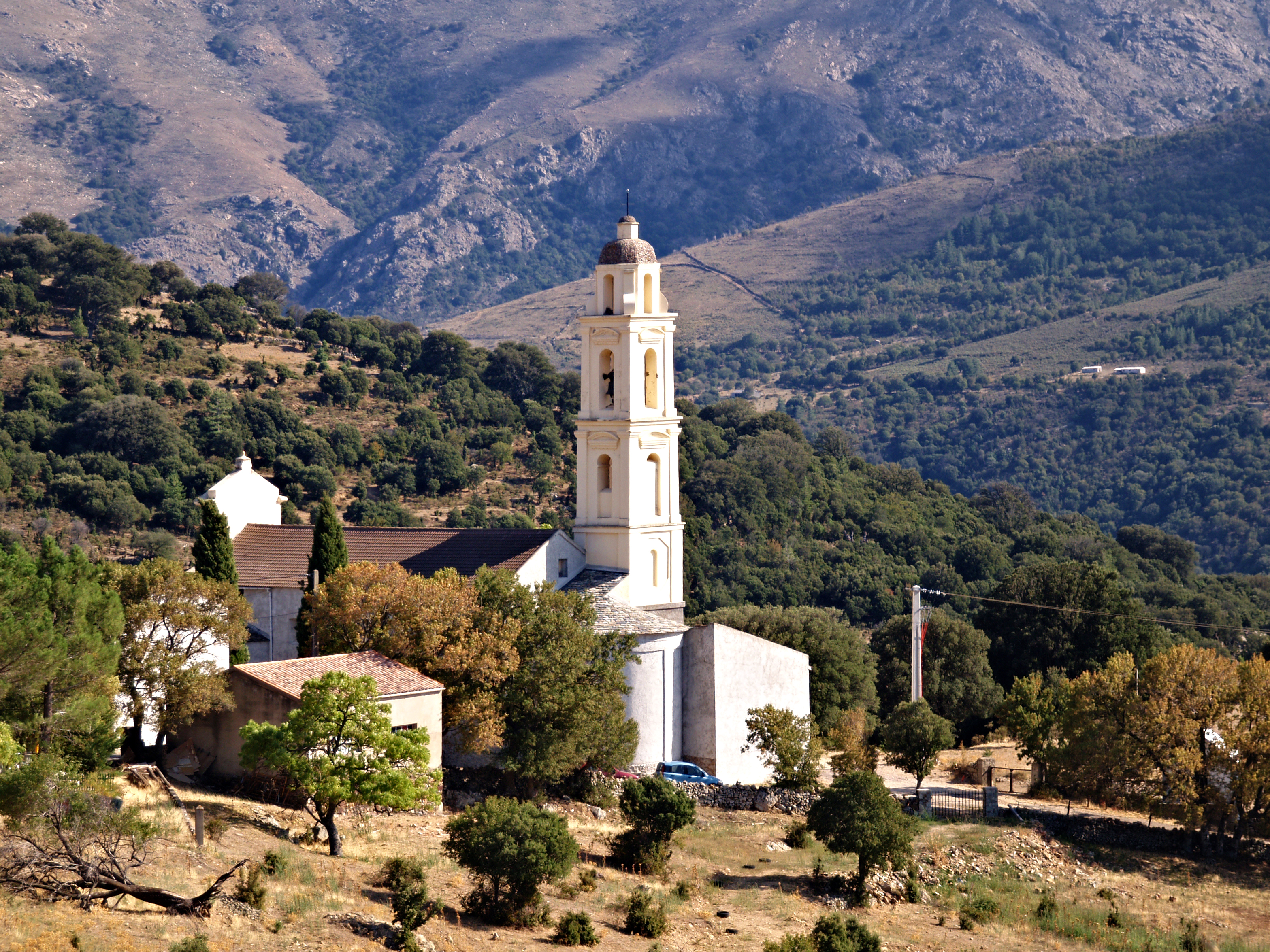
Église Saint-Nicolas d'Olmi-Cappella.
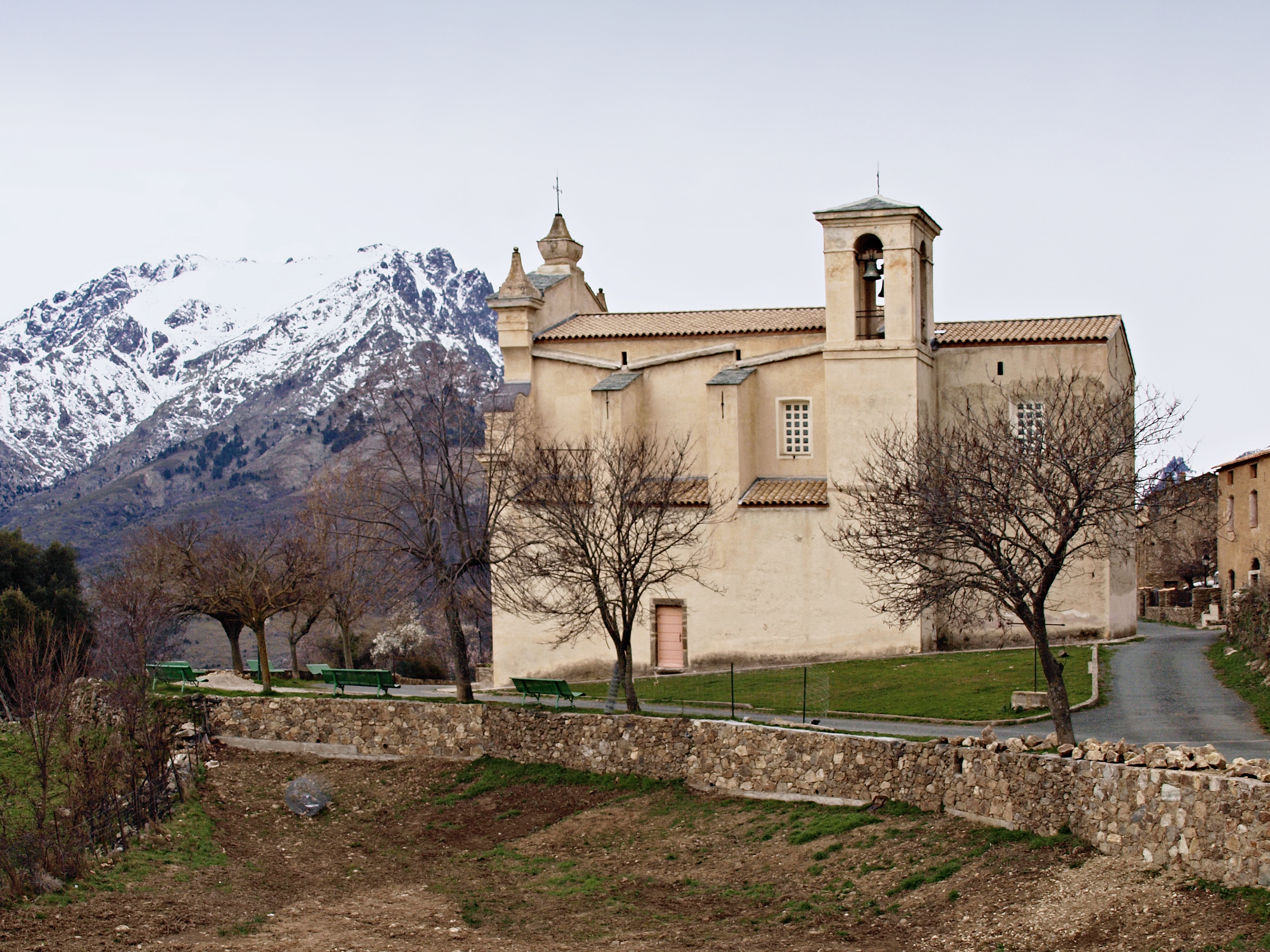
Église de la Nativité de Vallica.
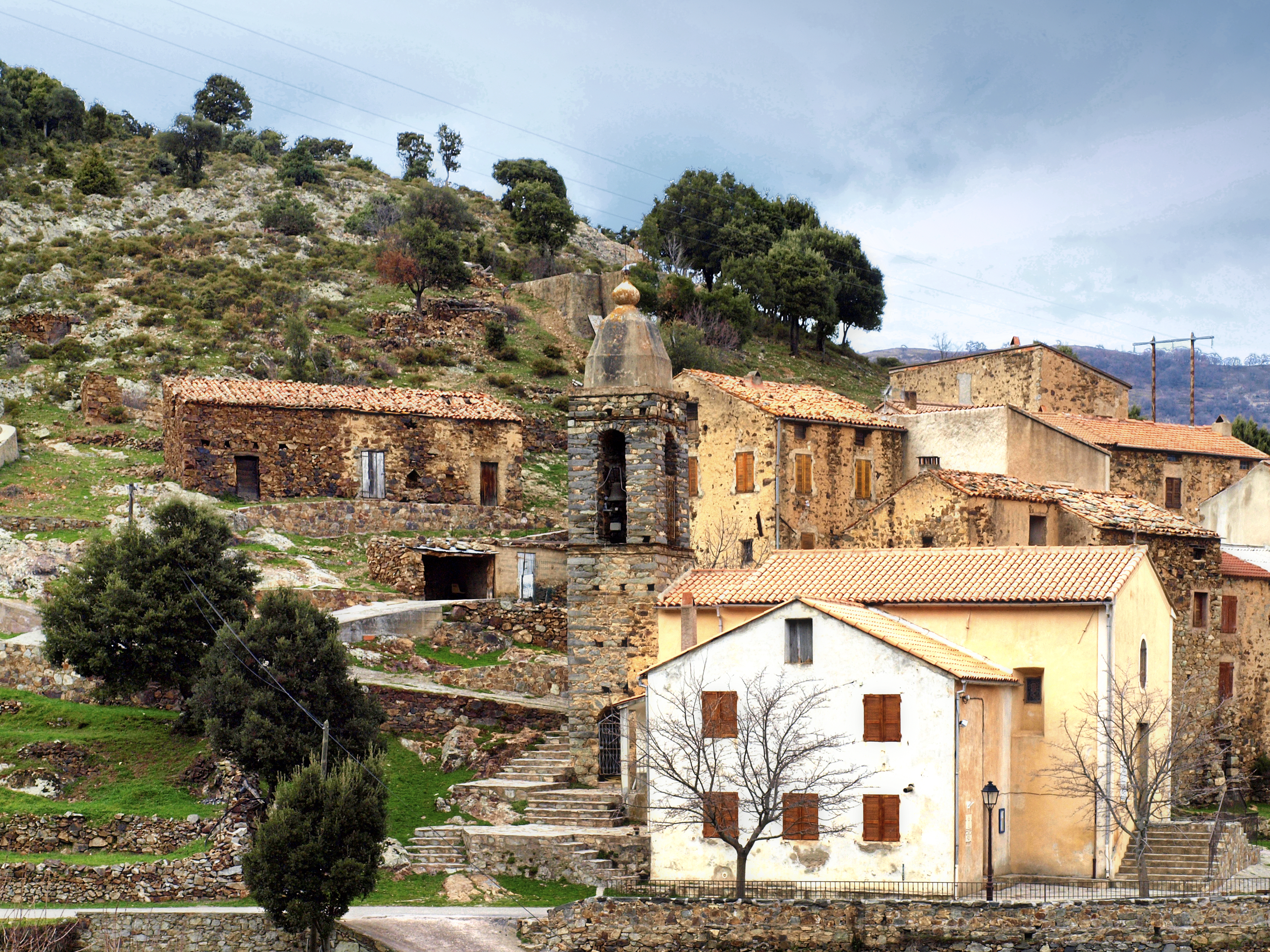
Église Saint-Sauveur de Mausoléo.

Le territoire du vicariat forain de Giussani instauré sous l'épiscopat de Giovan Battista Centurione (évêque de Mariana entre 1570 et 1584) demeura inchangé jusqu'à la Constitution civile du clergé en 1790 après l'arrivée des Français.
Lors de la réorganisation ecclésiastique consécutive à l'instauration du régime concordataire de 1801, la cure cantonale fut transférée de Mausoléo à Olmi-Cappella. À la suite de la suppression du diocèse de Mariana, les quatre paroisses de Giussani furent rattachées au diocèse d'Ajaccio, tout comme l'ensemble des paroisses de la Corse.
La paroissiale de Vallica se placera sous le vocable de la Nativité lors de la construction de l'église actuelle dans les années 1830.

## Patrimoine

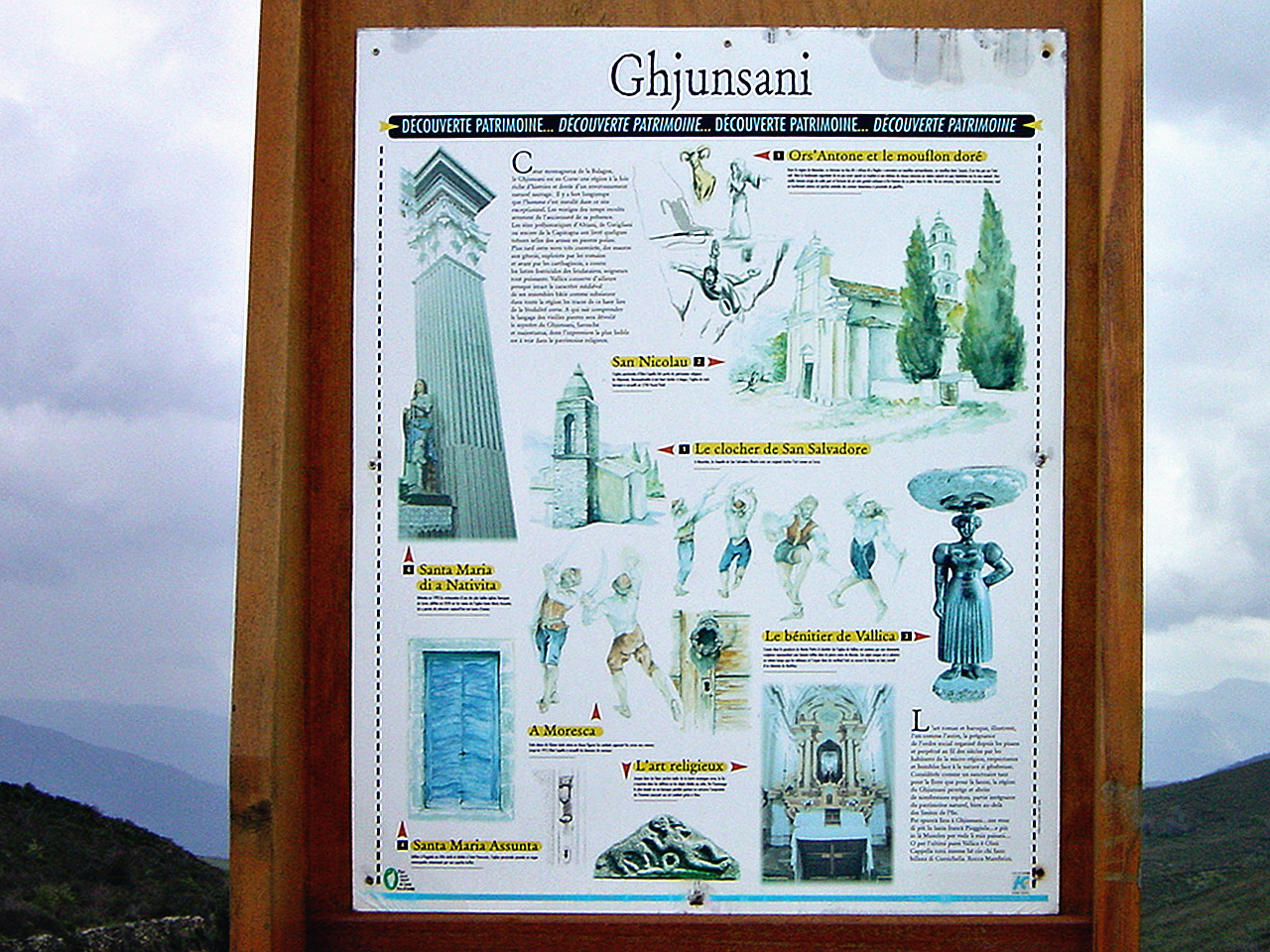
Panneau Découverte du Patrimoine.

Le Giussani possède un patrimoine qui reste à découvrir pour bon nombre de visiteurs car il est vraiment à l'écart des circuits touristiques traditionnels de Balagne. Il l'est d'autant plus que l'ancienne section de la RN 197 passant par Belgodère et le col de San Colombano, aujourd'hui renommée RN 2197, qui était la seule véritable route le desservant tout en reliant la Balagne au centre de l'île, et par là même aux autres microrégions de la Corse, a été doublée dans les années 1980 par la « Balanina », une voie bien plus rapide, devenue portion de la RN 197.
Ce patrimoine réside en la beauté de ses sites naturels et paysagers, mais aussi en ses villages, édifices et monuments qui ont su conserver leur caractère authentique d'antan.
Plusieurs sentiers permettent de découvrir le Giussani, le plus important d'entre eux étant le sentier de grande randonnée L'Île-Rousse-Corte. Jadis, ils étaient parcourus pour la transhumance ; d'où la présence encore de ponts génois sur les rivières Francione et Tartagine.

## Galerie

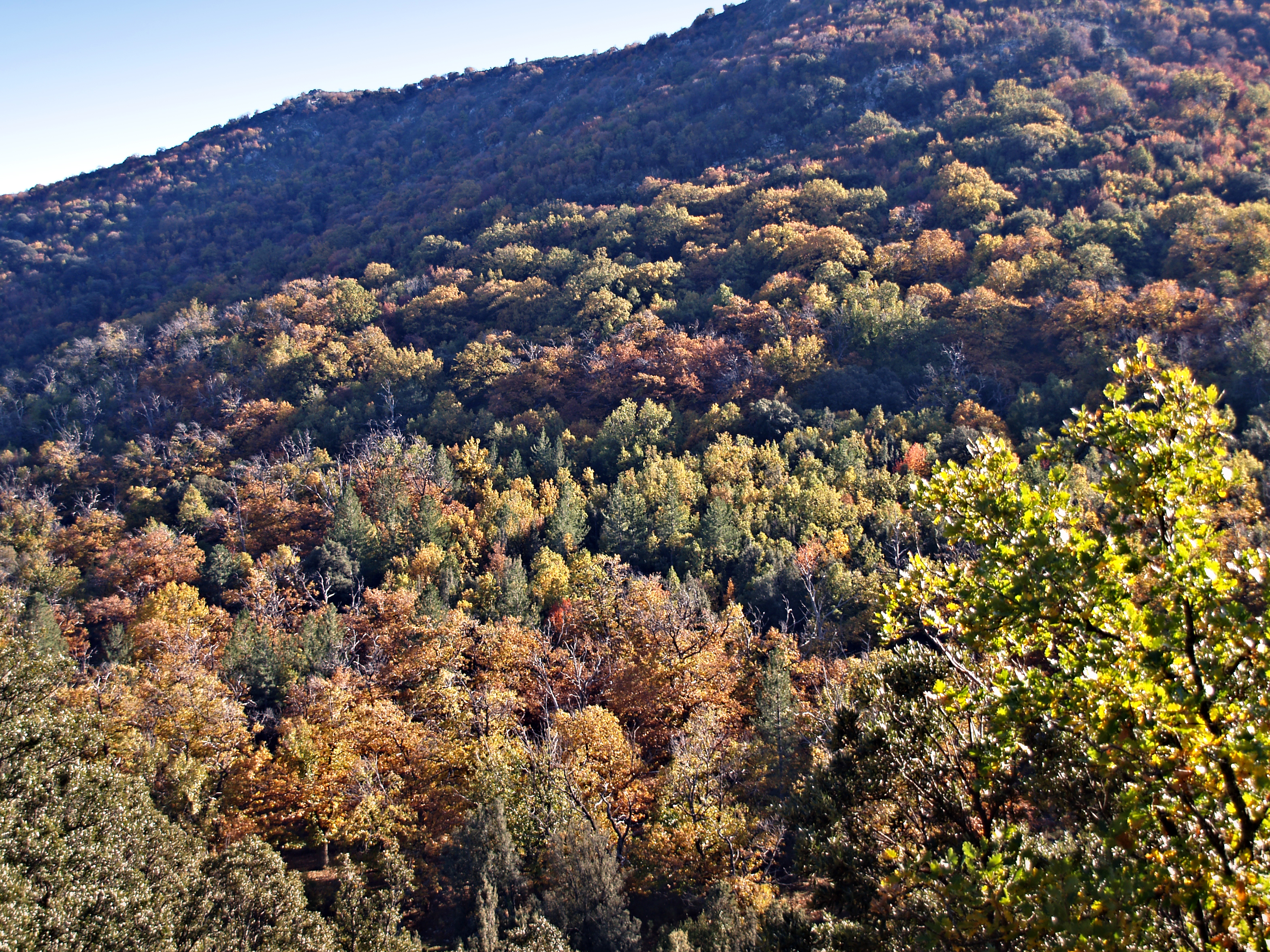
Forêt à gauche en montant à Olmi-Cappella.
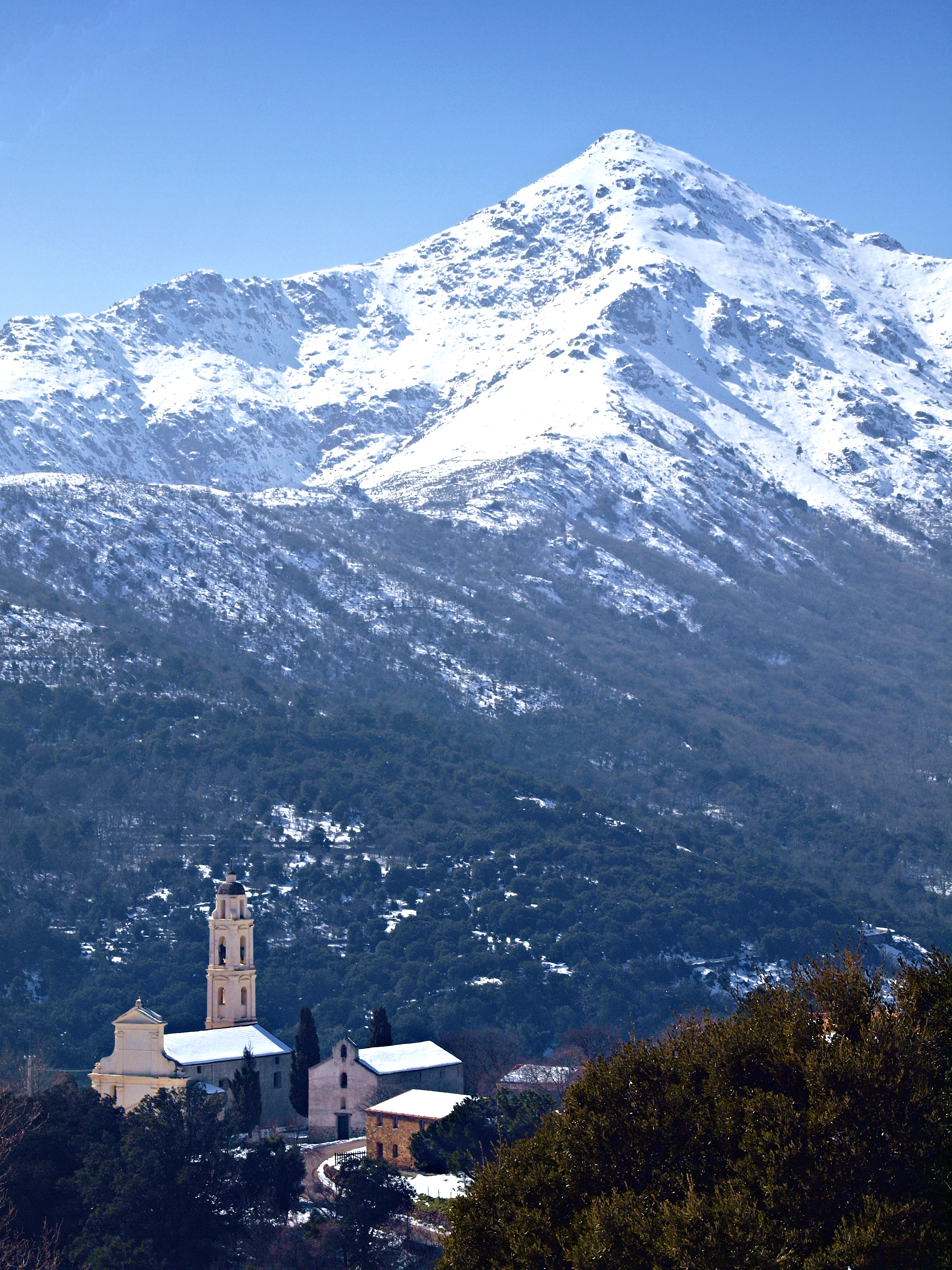
Vue du San Parteo depuis Olmi-Cappella.
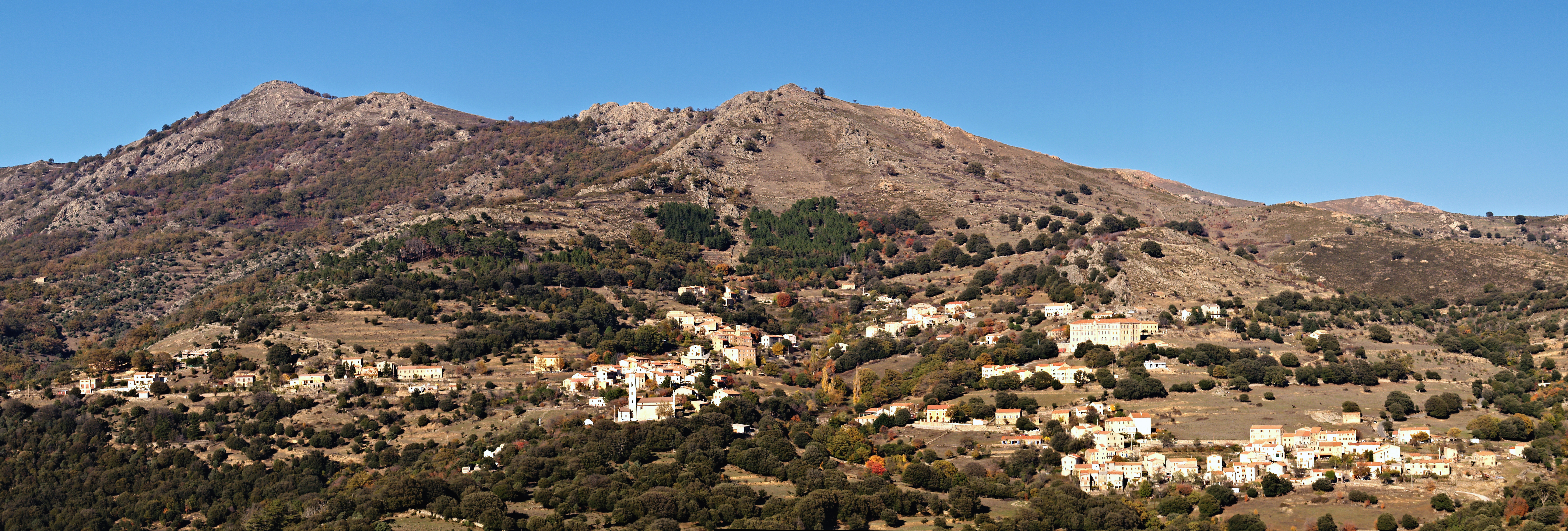
Panorama sur Olmi-Cappella.
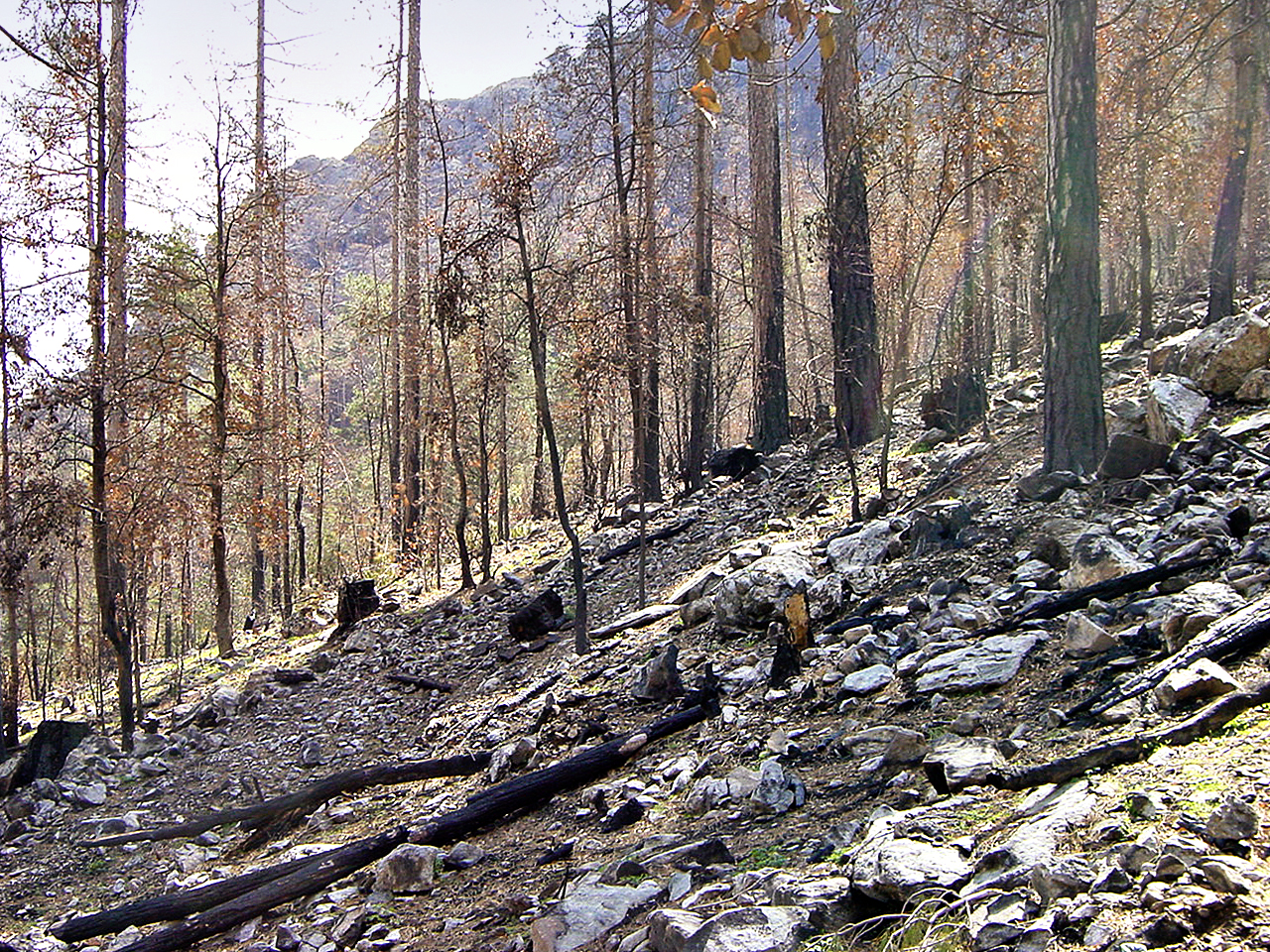
La forêt de Melaja après l'incendie de 2003.